# Othman Karim
Othman Osmond Karim (Kampala, 19 marzo 1968) è un regista e sceneggiatore ugandese naturalizzato svedese.
Il suo film Om Sara ha vinto il Giorgio d'oro al Festival cinematografico internazionale di Mosca nel 2006.

## Filmografia
- Alla bara försvinner - documentario (2004)
- Om Sara (2005)
- För kärleken (2010)
- Jepson från the Ark - documentario (2012)
- Raskortet - documentario (2014)